# علی سهرابی
علی سهرابی (زادهٔ ۱۳۳۳ در تله‌بازلو) نمایندهٔ حوزهٔ انتخابیهٔ شیراز در دورهٔ پنجم مجلس شورای اسلامی بوده‌است.